# Герб Булунского улуса
Герб муниципального образования «Булу́нский улу́с (райо́н)» Республики Саха (Якутия) Российской Федерации
Герб утверждён постановлением Главы муниципального образования «Булунский улус (район)» № 20 от 6 октября 2005 года.
Герб внесён в Государственный геральдический регистр Российской Федерации под регистрационным номером № 2054.

## Описание герба
« В четверочастном щите, 1-я и 4-я части которого — лазоревые, 2-я и 3-я — серебряные, лазоревая восьмилучистая полярная звезда. В первой части семь серебряных дугообразно расположенных якутских алмазов (фигуры в виде поставленных на угол квадратов, каждый из которых расторгнут на шесть частей: накрест и наподобие двух сходящихся по сторонам стропил)».

## Описание символики герба
Полярная звезда — символ красоты и вечности Севера и чистоты души народов, населяющих северный край.
Алмазы — символ богатства народа.
Лазурь — символ чести, славы, преданности, красоты, истины и добродетели и чистого неба. Также означает водные ресурсы района: море Лаптевых и река Лена.
Серебро говорит о бескрайних северных просторах.
Алмазы в особой стилизации, аналогичной их стилизации в Государственном гербе Республики Саха (Якутия), обозначают административно-территориальную принадлежность муниципального образования к Республике Саха (Якутия).
Авторы герба: идея: Миронова Марфа Васильевна (с. Кюсюр), Гукова Наталья Васильевна (пос.Тикси), компьютерный дизайн и доработка: Матвеев Артур Матвеевич (г. Якутск).